# (3847) Šindel
(3847) Šindel es un asteroide perteneciente al cinturón de asteroides, descubierto el 16 de febrero de 1982 por Antonín Mrkos desde el Observatorio Kleť, České Budějovice, República Checa.

## Designación y nombre
Designado provisionalmente como 1982 DY1. Fue nombrado Šindel en honor del matemático checo, físico y astrónomo  Jan Ondřejův, conocido como “Šindel”.